# Olgoi Khorkhoi
L'olgoi khorkhoi (nom mongol: олгой-хорхой, de vegades transcrit allghoi khorkhoi, que significa 'cuc del budell gros'), o cuc de la mort mongol, és una criatura descrita com a existent al desert de Gobi. En general es considera un críptid: un animal les observacions i els informes del qual estan en disputa o no confirmats.
Es descriu com un cuc d'un roig brillant (granat o carmí) amb un cos ample que té una llargària de 0.6 a 1.5 metres.